# Ondina (mitologia)

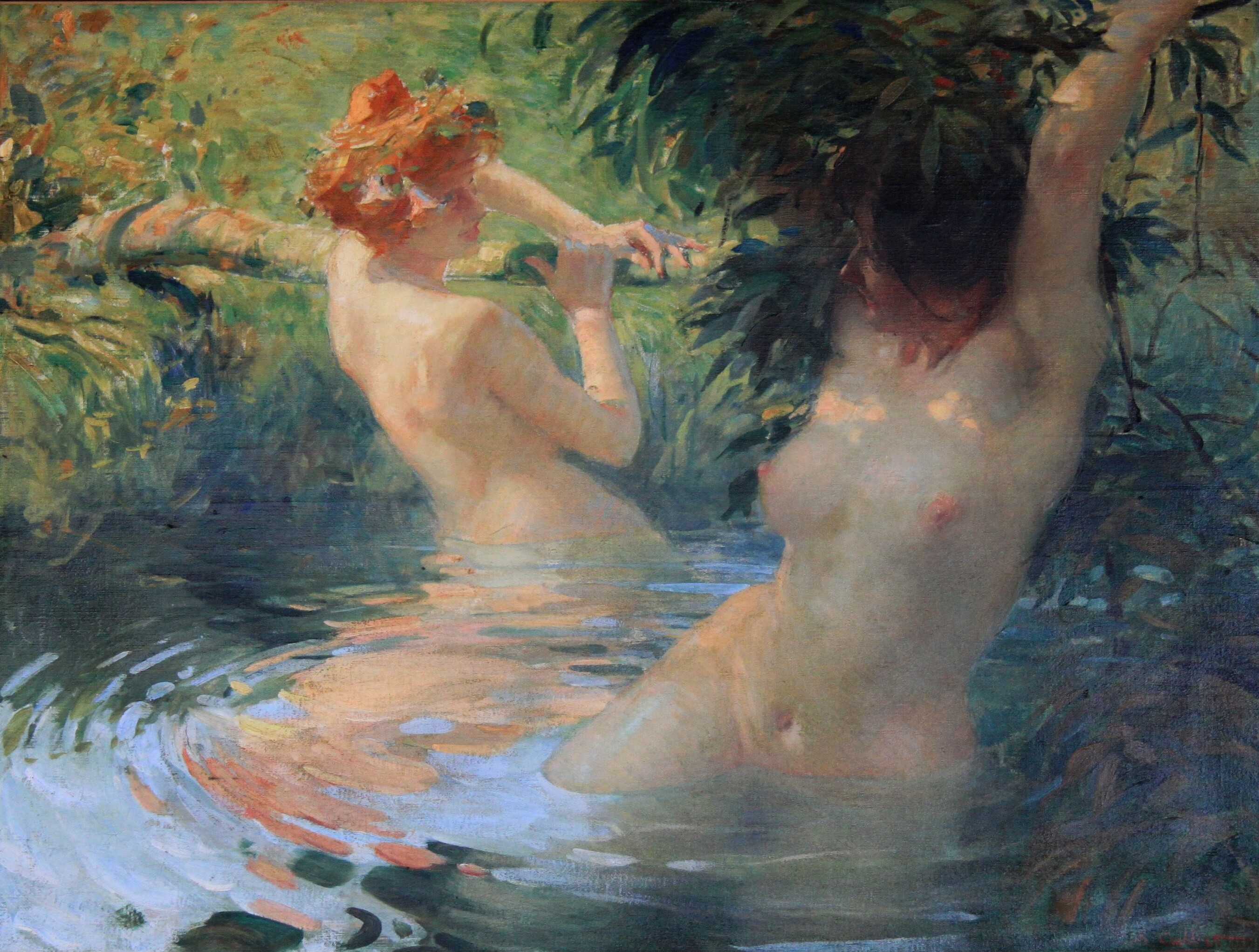
Les Ondines, de Antoine Calbet, Musée des Beaux-Arts de Cambrai

Ondina ou ondim é uma categoria dos elementais religiosos, sendo associadas com a água, primeira vez mencionado por Paracelso. Criaturas similares são encontradas na literatura clássica, particularmente em Metamorfoses de Ovídio. Mais tarde escritores desenvolveram a ondina em uma ninfa da água, e que continua a viver na literatura e arte moderna através de tais adaptações como em "A Pequena Sereia" de Hans Christian Andersen.
Ondinas são quase que invariavelmente descritas como femininas, e normalmente encontradas em piscinas florestais e cachoeiras. Apesar de parecerem humanas, não possuem uma alma humana, pois são espíritos da natureza. Sua forma humana é resultado da proximidade que elas mantêm com os humanos, adquirindo sua aparência. 
As ondinas aparecem em obras como "A Ondina do Lago", de Teófilo Braga ou nas poesias de Luis de Camões.
As Ondinas também representam no ocultismo o elemento água, um dos cinco elementos do pentagrama.

## Etimologia
Ondina é uma variação do original latim Undina que é derivado da palavra latina unda, que significa onda. Este termo é encontrado nos escritos de alquimia de Paracelso, um alquimista renascentista e médico, aparecendo pela primeira no livro Liber de Nymphis, sylphis, gnomes et salamandris et de caeteris spiritibus, publicado postumamente em 1658.

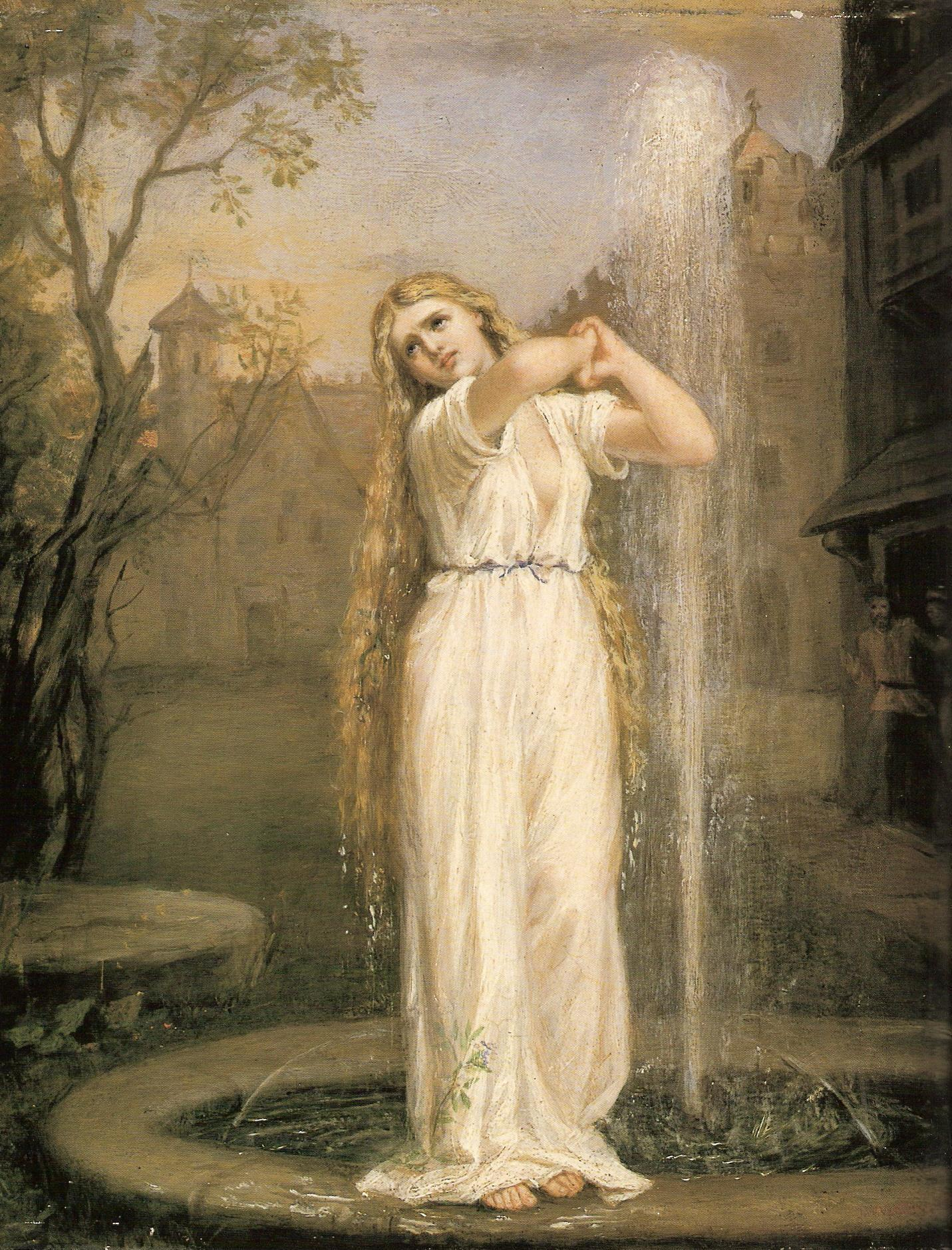
Pintura a oleo de Ondina, que se casou com o cavaleiro Adami. De John William Waterhouse (1849–1917), exibido na Sociedade de Artistas Britânicos em 1872.